# Woźnawieś
Woźnawieś – wieś w Polsce położona w województwie podlaskim, w powiecie grajewskim, w gminie Rajgród, nad rzeką Jegrznią, w pobliżu Biebrzańskiego Parku Narodowego.
Administracyjnie na terenie wsi utworzono dwa sołectwa Woźnawieś I i Woźnawieś II.
W latach 1975–1998 miejscowość administracyjnie należała do województwa łomżyńskiego.
Wieś została założona pod koniec XV wieku przez Macieja Ołdaka herbu Rawicz - drobnego szlachcica z Mazowsza. Za nadanie ziemskie zobowiązał się do wożenia listów z Rajgrodu do Goniądza, stąd też pochodzi nazwa wsi.
W 1807 roku leśniczym w pobliskim leśnictwie Rajgród zostaje Józef Sienkiewicz – dziadek Henryka Sienkiewicza, a 30 czerwca 1813 roku we wsi Woźnawieś urodził się jego ojciec - Józef Paweł Ksawery.
Na przełomie lipca i sierpnia 1944 wieś została wysiedlona przez Niemców. Zdolnych do pracy mężczyzn wywieziono na roboty przymusowe do Niemiec. Cześć budynków została rozebrana i użyta do budowy umocnień.